# Friedberger Geschichtsverein
Der Friedberger Geschichtsverein ist mit ca. 330 Mitgliedern der größte Geschichtsverein in der Wetterau.

## Geschichte
Als „Vater der Friedberger Geschichtsschreibung“ gilt Johann Philipp Dieffenbach. Seine bahnbrechenden archäologischen Forschungsergebnisse über die Wetterau und seine Veröffentlichungen über die Historie der oberhessischen Stadt Friedberg bereiteten die Gründung des Friedberger Geschichtsvereins vor. Diese erfolgte am 1. April 1896 durch 45 Gründungsmitglieder. Gründungsinitiatoren waren der damalige Rektor der Augustinerschule Friedberg, Theodor Goldmann, und der Ökonomierat Georg Falck. Im Mai 1896 hatte sich die Zahl der Vereinsmitglieder schon auf 156 erhöht.

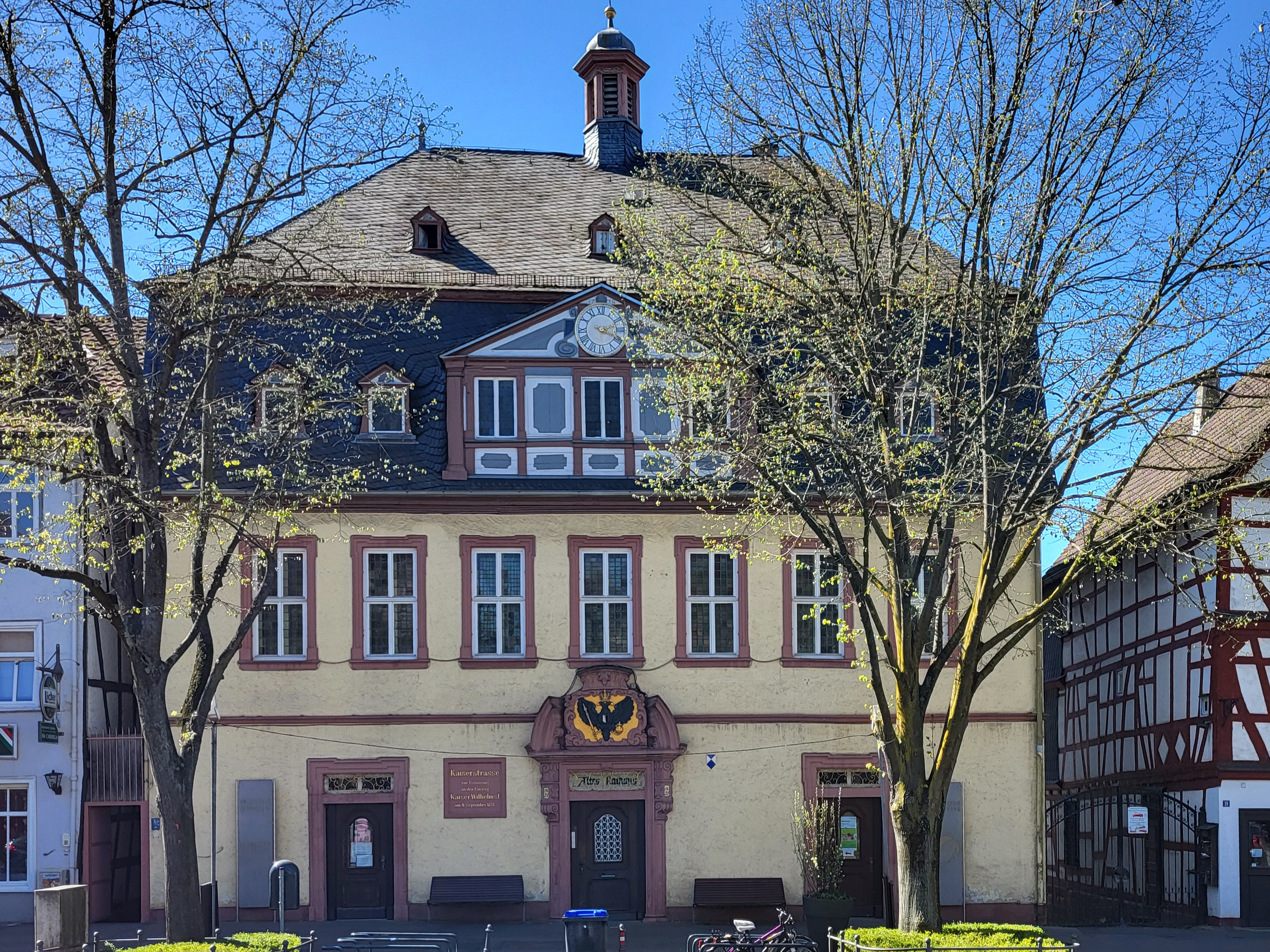
Geschäftsstelle im Alten Rathaus in Friedberg (Hessen)

## Vereinszweck
Der Verein sieht seine Aufgabe darin, die Geschichte der Burg Friedberg und der ehemaligen Reichsstadt Friedberg sowie des Friedberger Umlands zu erforschen und zu bewahren. Der Geschichtsverein Friedberg will geschichtliches Verständnis wecken durch:
- Vorträge namhafter Referenten zu lokalhistorischen Themen,
- Durchführung von Exkursionen unter sachkundiger Führung,
- Förderung wissenschaftlicher Arbeiten und Publikationen,
- Unterstützung der Arbeit des Wetterau-Museums und des Friedberger Stadtarchivs,
- Beiträge zum Denkmalschutz sowie
- Unterstützung der Öffnung historischer Bauten.[2]

## Vereinsvorsitzende
- 1896–1899 Theodor Goldmann (1850–1899)
- 1899–1905 Richard Löbell[3]
- 1905–1917 Paul Helmke
- 1917–1938 Georg Blecher (1880–1938)
- 1938–1945 Hermann Roth (* 1909)
- 1946–1949 Wilhelm Braun
- 1949–1953 Hermann Roth (* 1909)
- 1953–1982 Wilhelm Hans Braun[4]
- 1982–2009 Hans Wolf
- seit 2009 Lothar Kreuzer

## Publikationen

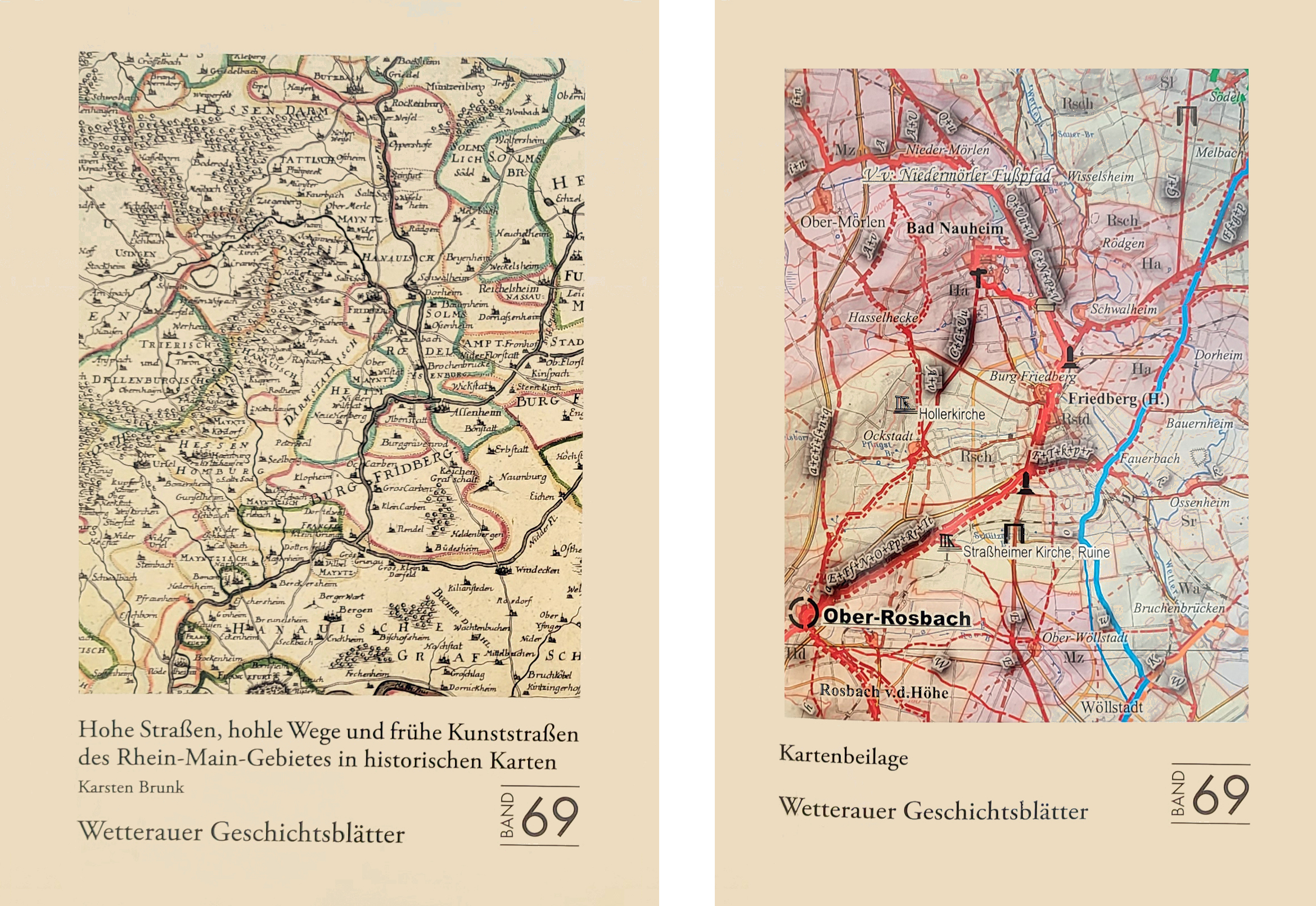
Wetterauer Geschichtsblätter Band 69

Seit dem Jahr 1909 ist der Friedberger Geschichtsverein Herausgeber eigener Publikationen. Paul Helmke und Ferdinand Dreher waren die treibenden Kräfte, um lokalhistorische Forschungsergebnisse einem breiteren Leserschaft bekannt zu machen. Bis 1950 erschienen diese Publikationen unter dem Namen Friedberger Geschichtsblätter. Seit dem Jahr 1952 gibt der Verein die Wetterauer Geschichtsblätter heraus. Diese werden durch das Friedberger Stadtarchiv an ca. 90 wissenschaftliche Institutionen und historische Vereine versandt und finden somit überregional Verbreitung.